# Octave Depont

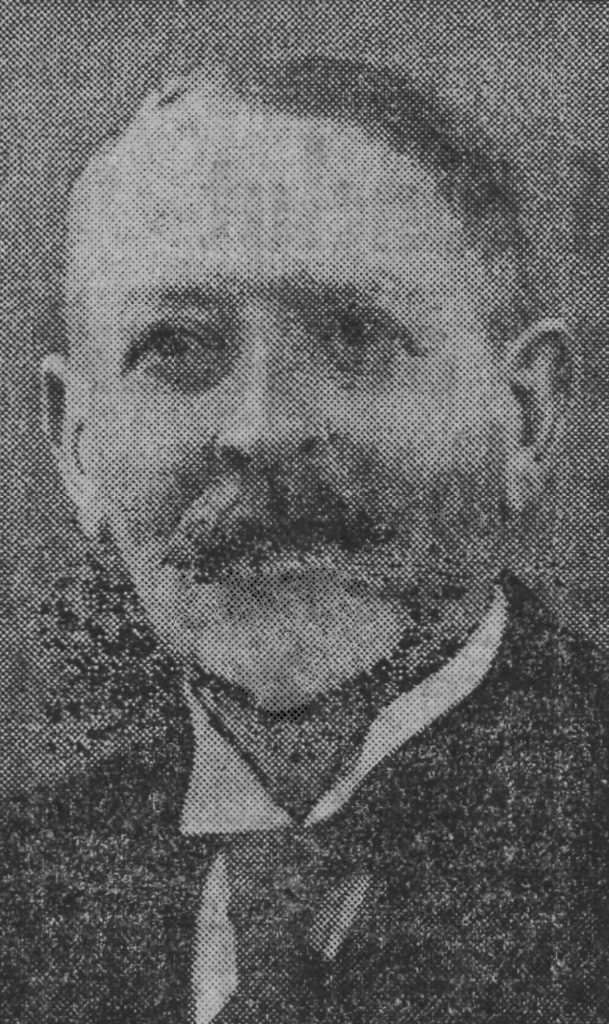
Octave Depont (L'Écho d'Alger, 15. Mai 1937)

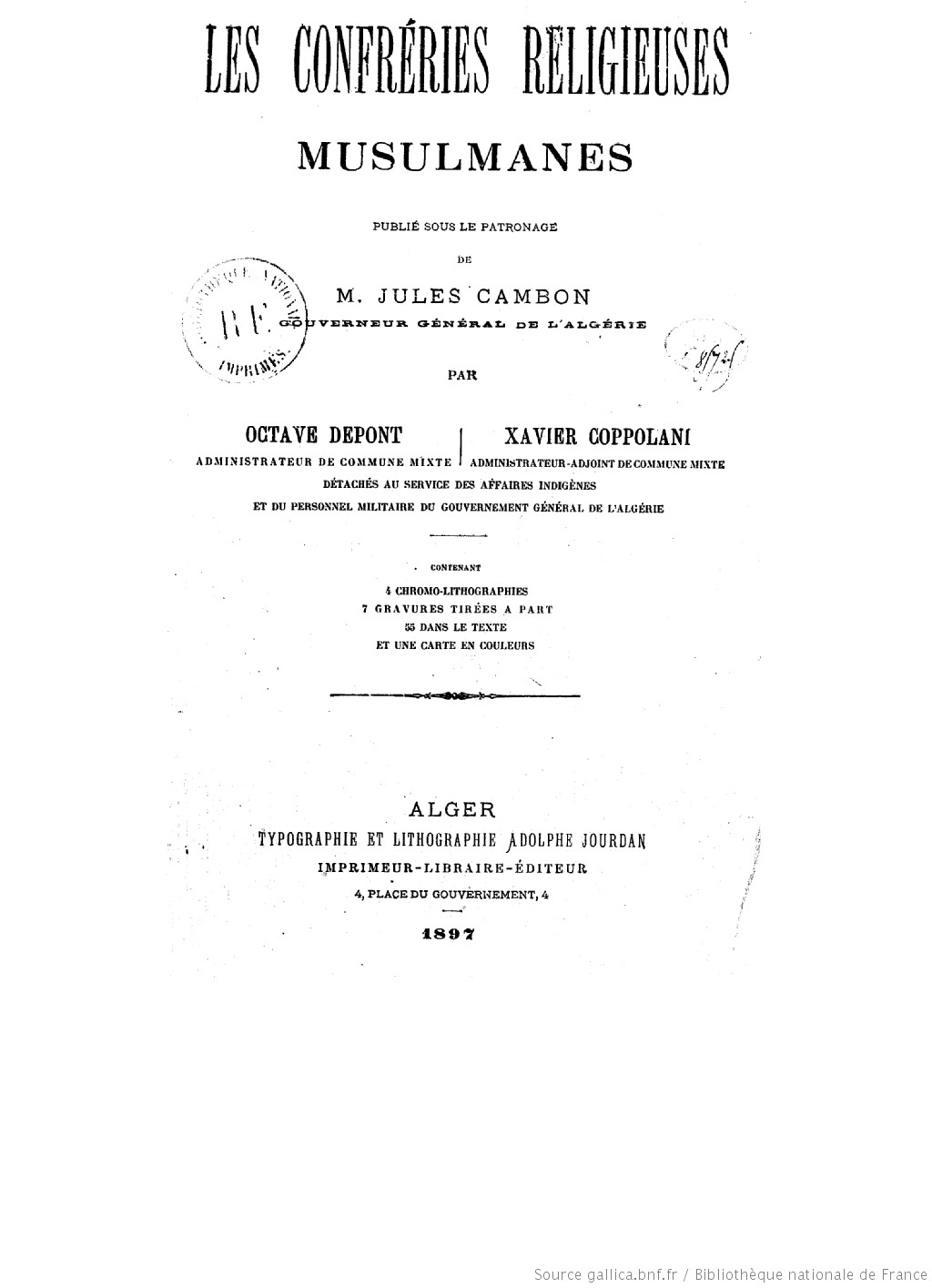
Die muslimischen religiösen Bruderschaften (Titelseite)

Octave Depont (geb. 1862; gest. im 20. Jahrhundert) war ein französischer Kolonialbeamter in Algerien und Orientalist. Zusammen mit Xavier Coppolani verfasste er ein vielbeachtetes Werk über die Sufibruderschaften: Les confréries religieuses musulmanes (Algier 1897). In die Dienste der algerischen Verwaltung trat er bereits 1880, im Alter von achtzehn Jahren. Er war Administrateur de commune mixte sowie Kabinettschef (chef de cabinet) des Préfet d'Alger, dann sous-préfet von Mauléon, Deux-Sèvres. H. Khemissi et al. zufolge untersuchte die französische Regierung die Sufi-Orden bewusst, um sie zu unterminieren und um dem Kolonialismus zum Erfolg zu verhelfen. Zuvor war bereits Édouard de Neveu (1809–1871) von der französischen Regierung mit der Untersuchung der Sufi-Orden beauftragt worden.

## Publikationen (Auswahl)
- Octave Depont und Xavier Coppolani: Les confréries religieuses musulmanes. Publié sous le patronage de M. Jules Cambon, Gouverneur général de l’Algérie, contenant 2 gravures tirées à part, 64 dans le texte et une carte en couleurs. Alger 1897 (Digitalisat)